# Otavska konvencija
██ Države potpisnice Otavskog sporazuma
Otavska konvencija, odnosno punog naziva Konvencija o zabrani upotrebe, skladištenja, proizvodnje i transportu protupješačkih mina te njihovu uništavanju, u potpunosti zabranjuje protupješačke mine. Do svibnja 2009. godine ukupan broj zemalja koje su prihvatile odredbe sporazum je 156, te uz još dvije zemlje koje su potpisnice sporazuma ali isti nisu ratificirale čak 37 država uključujući Kinu, Indiju, Rusiju i SAD nisu pristali potpisati konvenciju ni prihvatiti odredbe konvencije.

## Provođenje odredbi sporazuma
Uz zaustavljanje proizvodnje i razvoja protupješačkih mina, države potpisnice sporazuma su se još obavezale uništiti sve protupješačke mine u svome vlasništvu u roku od četiri godine. Samo određeni broj mina je dopušteno zadržati i to u svrhu obuke za razminiranje, detektiranje i slično. Države su se također obvezale u krajnih deset godina od potpisivanja sporazuma na svom teritoriju otkloniti i očistiti sva minski zagađena područja i ova odredba sporazuma mnogim državama veliki problem te su mnoge na sastancima koji se održavaju svake godine zatražile pomoć i produljenje rokova za provedbu odredbi konvencije.
Konvencijom su obuhvaćene samo nagazne protupješačke mine dok protuoklopne mine, daljinski upravljane mine, onesposobljavajuće (zamka) mine te ostale eksplozivne naprave namijenjene protiv djelovanja ljudske sile nisu obuhvaćene konvencijom.

### Uništavanje zaliha
Prema ICBL izvještaju iz svibnja 2006. godine nekolicina država je objavila da je uništila zalihe preko 160 milijuna nagaznih mina od čega na države potpisnice uništile više od 39,5 milijuna komada. 74 države su u potpunosti uništile svoje zalihe dok je njih 64 objavilo podatke da nisu posjedovali zalihe koje bi mogle uništiti.

## Potpisnici
1997. godine kada je provedena međunarodna kampanja za zabranu protupješačkih mina bilo je 855 000 potpisa na anketi kampanje, a kada je konvencija otvorena za potpisivanje potpisana je od strane čak 133 države da bi 10. svibnja 2009. godine broj država članica sporazuma bio 156.
Trideset i sedam država nije potpisalo sporazum. Najvažnije države koje nisu potpisale sporazum su ujedno i svjetski najveći proizvođači i imaju najveće zalihe mina a to su Kina, Indija, SAD i Rusija. SAD su odbile potpisati sporazum jer ne dopušta pravo "Korejske iznimke" to jest oni smatraju da su mine krucijalna komponenta vojne strategije obrane Južne Koreje. Prema izjavi Vlade SAD milijun mina uzduž demilitarizirane zone ne granici Južne i Sjeverne Koreje je jamac osjetljivog mira koji ugrožava Sjeverna Koreja. Indija nije potpisala sporazum jer smatra da su mine neophodne za sprječavanje upada ekstremista iz Pakistana na područje regija Jammua i Kašmira.
U konvenciji postoji klauzula u članku 3. koja dopušta državama zadržavanje dijela mina za treniranje deminiranja te razvoj mjera za protuminsko djelovanje. 64 države su prihvatile ovu klauzulu te su zbog toga zadržale ukupno 289 000 komada mina. 23 države se nisu još izjasnile o ovoj klauzuli to jest trebaju donijeti odluku o članku 3. sporazuma.
Do veljače 2012. godine je 161 zemlja potpisala i ratificirala sporazum. 35 Zemalja još nisu potpisali konvenciju između ostalog Indije, Irana, Izraela, Pakistana, Rusije i SAD.

## Godišnji sastanci
Godišnji sastanci članica sporazuma održavaju se na različitim lokacijama diljem svijeta. Ovi sastanci daju uvid u podatke koji govore o napredku koji je postignut, pokazuju područja gdje je potrebno uložiti više aktivnosti te članicama omogućava pomoć u svim oblicim ada bi lakše provodili odredbe konvencije.
- 1. godišnji sastanak održan je u svibnju 1999. u Maputu (u minama pogođenom Mozambiku)[3]
- 2. godišnji sastanak održan je u rujnu 2000. u Ženevi, Švicarska[4]
- 3. godišnji sastanak održan je u rujnu 2001. u Managui (U minama pogođenoj Nikaragvi)[5]
- 4. godišnji sastanak održan je u rujnu 2002. u Ženevi, Švicarska[6]
- 5. godišnji sastanak održan je u rujnu 2003. u Bangkoku, Tajland[7]

- Osvrtna konferencija povodom petogodišnjice stupanja sporazuma na snagu održana je od 29. studenog do 3. prosinca 2004. u Nairobiju, Kenija.[8]

- 6. godišnji sastanak održan je u stuenom/prosincu 2005. u Zagrebu, Hrvatska[9]
- 7. godišnji sastanak održan je u rujnu 2006.  Ženevi, Švicarska[10]
- 8. godišnji sastanak održan je u rujnu 2007. u dolini Jordana u Jordanu[11]
- 9. godišnji sastanak održan je u studenom 2008. u Ženevi, Švicarska[12][13]

## Hrvatska uloga
RH je aktivno sudjelovala u pripremama za sazivanje Otavske konvencije, a istu je ratificirala 1998. godine. Svoje obveze ispunila je uništenjem uskladištenih protupješačkih mina u tri faze, a zaključno 2002. godine. Ukupno je uništeno 199.000 uskladištenih mina, a završna faza uništenja, u organizaciji HVS-a, obavljena je na poligonu “Crvena zemlja” blizu Knina, uz nazočnost međunarodnih promatrača. Sukladno odredbama Konvencije, u RH je zadržano 6,5 tisuća mina za potrebe obuke. Nacionalnim planom razminiravanja određuje se u potpunosti očistiti RH od protupješačkih mina do kraja 2010. godine.

Obveza je HVS-a, sukladno odredbama Konvencije i propisanom formatu, pripremiti Nacrt Nacionalnog godišnjeg izvješća koji se potom dostavlja na odobrenje ministru obrane.

## Vanjske poveznice
- ICBL website (International Campaign to Ban Landmines)
  - Puni tekst sporazuma na engleskom jeziku
  - Puni tekst sporazuma na više jezika i formata
  - Landmine Monitor
- veteransforamerica.org Popis potpisnica sporazuma sastavljen od strane Veterans for America.
- E-Mine - Electronic Mine Information Network od  Ujedinjenih naroda Mine Action Service.
- LandmineAction.org  Arhivirana inačica izvorne stranice od 8. srpnja 2007. (Wayback Machine)

## Također pogledati
- Popis zemalja potpisnica Otavskog sporazuma
- Protupješačke mine